# Sibu (cratera)
A cratera Sibu é uma cratera de impacto na superfície do planeta Marte, localizada no hemisfério de Valles Marineris a sudeste da cratera Jones.
Esta cratera está localizada a 23.3 latitude sul e 19.8 longitude oeste e possui 17.63 km de diâmetro. Seu nome foi dado em referência à cidade de Sibu em Sarawak, Malásia em 1976.